# Jupoata
Genre

Jupoata est un genre d'insectes coléoptères de la famille des Cerambycidae, sous-famille des Cerambycinae et de la tribu des Cerambycini.

## Dénomination
Le genre Jupoata a été décrit par les entomologistes brésiliens Ubirajara R.Martins et Miguel A. Monné en 2002.

## Taxinomie
Liste d'espèces 
- Jupoata costalimai (Zajciw, 1966)
- Jupoata garbei (Melzer, 1922)
- Jupoata gigas (Martins & Monné, 2002)
- Jupoata paraensis (Martins & Monné, 2002)
- Jupoata peruviana (Tippmann, 1960)
- Jupoata robusta (Martins & Monné, 2002)
- Jupoata rufipennis (Gory, 1831)
- Jupoata spinosa (Martins & Galileo, 2008)

## Articles liès
- Cerambycini